# 人字钩嘴鳎
人字钩嘴鳎（学名：Heteromycteris matsubarai），又名松原氏鉤嘴鰨，为鳎科钩嘴鳎属的鱼类。分布于日本九州西侧以及南沙群岛海区等，属于底层海鱼。该物种的模式产地在日本鹿儿岛。

## 扩展阅读
維基物種上的相關：人字钩嘴鳎